# RefleX
反射（反射）是由SITER SKAIN製作的一款縱軸捲動的射擊遊戲，是[母脑四部曲]故事中的第三部，是第四部作品神威的前傳與續作，反射的完整版，於2008年8月16日發行。

## 游戏物品

### 武器
- 通常彈

- 反光学护盾

## 劇情
由於前作阻止了爆走電腦後，人們的生活總算穩定下來。但人類的歷史就是戰爭的歷史，經過漫長的歲月後，人們又開始相互鬥爭了。
為了反抗統一國家企圖以軍國化的壓制來完成世界統一，因而有了反抗組織ヴァルキネス的產生。這個組織的幕後是有著聖蛇教團這個龐大的宗教在給予援助，所以才能持續與國家軍對抗，但國家軍開始使用共12機的戰鬥兵器群之後使得戰況逐漸對國家軍有利。
新歷0024年，開發出國家軍所擁有的12機戰鬥兵器群的英雄，也是粒子力學首席的丹尼斯博士(デニス)，卻不滿了國家軍的作法而跳槽到了ヴァルキネス，並且帶著他的研究成果及黃道蛇夫座(ゾディアック・オヒュクス)核心，這使得戰況發生了變化。丹尼斯博士利用蛇夫座核心開發出了使用S.S.S.(炮盾系统)能夠反射光學兵器的護盾，將此技術和核心套用到泛用戰鬥機不死鳥(凤凰)上完成了不死鳥2型的特殊戰鬥機，並且在一機新型士官用戰鬥機巨蛇座(サーペント)裝入了複製核心使其也有此護盾。此時，ヴァルキネス為了一口氣逆轉緊迫的戰況，決定發動名為操作条件反射的作戰。
作戰內容是傾地球上的全兵力對首都阿耳忒彌斯(アルテミス)發動奇襲作為佯攻，實際上的目的是要將有搭載護盾系統的戰鬥機送上瓦成员策略的月面基地以進行量產化，兩機中只要有一機抵達就算是任務成功。不料，此計畫早已洩漏到國家軍耳中，上層便指派了美少女艦長絲比卡・阿斯特雷亞(スピカ・アストレア，其名字本身也是構成處女座的星體角宿一，而姓的希臘文意思是星辰少女)大尉搭乘[處女座](處女座)，前去迎擊運送特殊機的瓦成员策略獨立部隊。ヴァルキネス獨立部隊前往第二十四空域國家軍的埃涅阿斯(埃涅阿斯)空中基地，打算利用此處的重力制御式軌道回廊登上宇宙 就在行經途中突然遭遇到大批國家軍部隊的埋伏，這才驚覺這邊的計畫早已被敵方知道了。瓦成员策略艦隊正逐步壞滅，旗艦蛇夫座(オヒュクス，雖與黃道核心同名但無關係)只好緊急放出艦載的兩架護盾系統特殊機，並一邊應付襲來的[雙魚座](雙魚座)A、E型。旗艦雖以強大的雷射主砲擊沉了双鱼座 A型一併也給予了E型不小的損傷，卻被處女座趁此機會給予致命性的光爆炸彈投擲。巨蛇座來不及出擊就連同旗艦一起沉沒，丹尼斯博士也不幸喪身，唯有不死鳥2型和一機不死鳥1型成功脫出... 雖然作戰計畫遭受突然其來的打擊，不死鳥2型的駕駛員(玩家)還是決定要自行駕駛戰機前往月面基地完成任務。

### 開始
不死鳥2型仗著機體威能及駕駛員高超的技術，一路上擊毀了國家軍的双鱼座 E型、(金牛座)、(天蠍座)以及擊退处女座(只是重創但沒擊落)後，脫離了軌道迴廊來到宇宙，發現國家軍已經將流星艦隊配置好在這片宙域了。流星艦隊的總旗艦是搭載了大量砲台有如移動要塞般的(射手座)，艦載機甚至還有著(雙子座)L型與R型，以及最新銳艦(巨蟹座)。不過，流星艦隊的目標似乎不是反抗組織，這時不死鳥2型的駕駛員還不知道流星艦隊的任務是為了迎擊將至的外星軍團拉伊瓦軍。
為了前往月球不得不經過這裡，於是不死鳥2型還是對流星艦隊發動了奇襲，在擊沉了双子座和射手座後，巨蟹座一路追擊不死鳥2型通過亞空間並展開一連串長期戰。在雙方交火進入最後的高潮之際，此時突然出現的謎之戰艦瓦卢戈(處女座，雖然與國家軍的处女座同名但此外完全無關)一擊就將巨蟹座擊毀了，也一併摧毀目的地的瓦成员策略月面基地。謎之艦隊的正體就是從遙遠星系進攻而來的拉伊瓦軍，他們輕而易舉的擊敗失去旗艦的流星艦隊，瞬間壓制了大氣層...。
拉伊瓦軍出兵地球的理由：在過去拉伊瓦人完成了不確定演算的究極系生命元素---黃道核心(ゾディアック)，利用這個制作出12機的黃道兵器，不知為何這些無人兵器卻發生暴走開始瘋狂破壞拉伊瓦母星。拉伊瓦人不是沒有預想過出事的可能性，在開發時也做出了對黃道兵器破壞用的第13個核心---蛇夫座(オヒュクス)。不料蛇夫座卻在慘劇發生後不知何故被「湯田」一族帶離拉伊瓦母星，輾轉逃往了地球，在黃道兵器穩定下來和尋回失落的科技已經是經過長久歲月的事了。期間拉伊瓦人為了適應因事件而惡化的環境，原來的基因被破壞且發生了改變，從此變成了半人半獸的姿態。不萌獸耳的拉伊瓦人覺得這樣的外觀對他們來說是一種恥辱，所以對於湯田一族的復仇是他們共同的夙願。此次對地球作戰的目的為的就是要討伐背叛者湯田的子孫和蛇夫座!
不死鳥2型失去了原有的任務目標，考慮了一段時間後決定追擊謎之艦隊想弄情楚到底發生了什麼事。此時的地球上，國家軍和反抗組織也停止了互相鬥爭，共同對抗突如其來的拉伊瓦軍。
回到地球的不死鳥2型遭遇到査察守護艦スクトゥム(古羅馬軍所使用的大盾)並開始交戰，此艦為拉伊瓦軍所屬的特別艦隊其中之一機。拉伊瓦軍中幾乎無人知曉此艦隊存在的用意，其特殊任務是觀察黃道兵器與蛇夫座交戰的過程。
拉伊瓦上層發動戰爭真正的原因是由於一度安定下來的黃道兵器，已逐漸有不受控制的跡象，而所能完全掌控的只有僅僅3機。擔心慘劇又再度在拉伊瓦母星上重演，決定把這些燙手山芋丟給地球去處理，希望能通過オヒュクス的力量來進行銷毀。(根據ライワット遠征軍師團長的回憶錄)
擊毀了査察守護艦スクトゥム後，不死鳥2型型隨同處女座尾隨敵艦瓦卢戈(處女座)來到了過去「母脑戰役」時母脑系統所在的遺址，瓦卢戈感應到蛇夫座有在此處覺醒過的跡象才會來到這裡的(確實如此，詳見母脑 2nd)。
瓦卢戈的核心覺醒後瞬間將處女座擊墜(不過艦長絲比卡似乎倖存，因其日記有提到後來的事)，不死鳥2型同樣不敵對方壓倒性的火力而機體大破，駕駛員也遭到直接攻擊身亡。裝設在不死鳥2型機身內的黃道蛇夫座核心在此刻也覺醒了，機體展開跟對方同樣的光翼，本能性的開始了狩獵其餘12機黃道光翼兵器(核心覺醒前為黃道兵器，覺醒後稱為黃道光翼兵器)的行動...。

### 幕間
此刻世界各地與ライワット的作戰越演越烈，人類投入了デニス博士的遺作後繼型泛用戰鬥機サーペント(巨蛇座)加入戰鬥，也在敵方光翼兵器的攻擊下毫無還手餘地的被擊毀。
這時奇蹟發生了，人們的眼前出現了纏繞光翼的凤凰，看到在它執著的攻擊下光翼兵器2號(人類是以1~12編號來稱呼ゾディアック光翼兵器)終於遭到擊毀。
人們感到了歡喜與希望，把凤凰稱為神的將之偶像化。
雖然凤凰一機接著一機的擊破其餘的光翼兵器，但在激烈的戰鬥過程中地表化為一片焦土，人類的衰退已經是註定的了 在這個狀況下，人類總算認清了凤凰是為了狩獵光翼兵器的第三勢力，而不是什麼神的存在。
改而將凤凰視為惡魔，並稱作光翼兵器零號機。
戰爭到了最終期，壞滅的地球上人類已經所剩無幾，オヒュクス核心覺醒的凤凰此時也已擊破了11機的ゾディアック光翼兵器。
面臨敗北的ライワット軍突如其來的把殘存部隊全部撤回母星，只留下最後一機的ゾディアック兵器---(天秤座)，將其封印解除與凤凰進行最後一戰。
拉伊瓦雖然是戰敗，不過就結果來說也讓湯田的子孫們(地球人類)嚐到了跟他們當初同樣的苦頭，總算是感到爽快，而化解了拉伊瓦人長久以來對湯田一族的怨恨。

### 最終戰
(光翼兵器零号机)和(光翼兵器天秤座)的交戰地點太過接近位於衛星軌道上的機械神殿，因而觸發了自動報復系統而派出了神威7號和8號機進行驅逐。三方不同立場的無人兵器之間的大混戰，最後是由凤凰所勝出。完成了破壞12機ゾディアック兵器使命的ゾディアック・オヒュクス，將12個核心封印後自身也不知去向(後來被挖掘出來拿掉核心改裝成神威零號機)。而人類再重新繁榮起來已是數個世紀之後的事了。

### 劇終
人類與拉伊瓦人激烈的戰爭使得國家軍方面解體，反抗組織也喪失了大半的戰力，因此，在幕後支援反抗組織的聖蛇教團，其戰力與思想成為了現今人類唯一的希望，剩餘的國家軍也與反抗組織的殘黨一同納入教團的勢力之下了，戰力與宗教兩方都想追求的向心力，使得教團的發展走在有點微妙的路上...。
人類在地底深處啟動了ALLTYNEX-OS搭載型都市管理電腦・腦巢網絡，並將無人的機械神殿和利用札菲凱爾・德・艾力士(ザフィケル・デ・アリス)博士理論所完成的腦融合戰鬥機・神威系列送上衛星軌道。從此人類正式從歷史的舞台上退出，交由無人系統來處理一切。

### 補充
腦巢、機械神殿、神威三者共同為自動報復系統的一環，由腦巢負責下達指令，機械神殿則是神威系列機的發出基地。神威系列機一共生產出了8機，1號到4號機所在不明，5號到8號機是由腦巢網絡所管理。

## 關卡
| AREA                                             | AREA                                             | 關卡                                             | 概要 | 頭目 |
| ------------------------------------------------ | ------------------------------------------------ | ------------------------------------------------ | --- | --- |
| 1                                                | A                                                | 精确的RAID                                       | 母艦から脱出したフェニックスは、敵艦隊の追撃を突破して友軍の陽動作戦を眼下に、上空のアイネイアス空中基地を目指す。 | ATCR-PI-E01 Pisces(Type-E)/双鱼座(Type-E)                                                                           |
| 1                                                | B                                                | 痛苦的革命                                       | 母艦から脱出したフェニックスは、敵艦隊の追撃を突破して友軍の陽動作戦を眼下に、上空のアイネイアス空中基地を目指す。 | ATFI-VI-BR002 Virgo/处女座                                                                                          |
| 2                                                | A                                                | 轨道通道                                         | 第二十四空域軌道基地埃涅阿斯侵入して重力制御式軌道回廊を昇っていく。 | ATTA-TA-01C Taurus/金牛座                                                                                           |
| 2                                                | B                                                | 平流层                                           | 第二十四空域軌道基地埃涅阿斯侵入して重力制御式軌道回廊を昇っていく。 | 天蝎座 |
| 3                                                | 3                                                | 穿孔的悲剧                                       | 軌道回廊を抜けて宇宙に出ると国家軍の宇宙艦隊「流星艦隊」に遭遇、これに奇襲をかける。 | 射手座 |
| 3                                                | 3                                                | 穿孔的悲剧                                       | 軌道回廊を抜けて宇宙に出ると国家軍の宇宙艦隊「流星艦隊」に遭遇、これに奇襲をかける。 | 双子座(Type-L,R) |
| 4                                                | 4                                                | 关键的日子                                       | 敵艦隊の旗艦を撃墜して亜光速航行で月に向かう凤凰 対して、敵旗艦に搭載されていたキャンサーが追撃をかける。月に到達しても続く戦闘のさなか、謎の艦隊ともに現れた謎の兵器がキャンサーと月基地を破壊する。 | 巨蟹座 |
| 5                                                | 5                                                | ネイディア （天底）                              | 地球に向けて亜光速航行する謎の艦隊を追撃して、成層圏に出的凤凰 は敵部隊と交戦しながら降下する。 | 拠点襲撃特殊部隊 エンロピ                                                                                           |
| 6                                                | 6                                                | カレイドスコープ （万華鏡）                      | 地球那么抵抗国家軍が手を結び謎の艦隊と戦っていた。フェニックスもその中に加勢する。 | 査察守護艦 盾牌座                                                                                                   |
| 7                                                | 7                                                | ラス・アルハゲ （蛇夫的最前）                    | 謎の敵艦隊の行き先は、アルティネクスの跡地だった。ヴァルゴと協力して謎の兵器を攻撃するが、光翼を展開した謎の兵器にヴァルゴは撃墜され、フェニックスも謎の兵器のトラクタービームに捕われ集中攻撃を受けて破壊されパイロットが死亡してしまう。しかしフェニックスにも敵と同様の光翼が展開され、パイロットなくして戦闘を続ける。 | 黄道光翼兵器 (处女座)                                                                                               |
| ATFI-VI-BR002 Virgo/处女座駕駛員・天文稀有的手记 | ATFI-VI-BR002 Virgo/处女座駕駛員・天文稀有的手记 | ATFI-VI-BR002 Virgo/处女座駕駛員・天文稀有的手记 | ヴァルゴのパイロットと、謎の艦隊の正体である宇宙から来た亜人拉伊瓦の師団長の2つの視点から、その後の推移が語られる。 | ヴァルゴのパイロットと、謎の艦隊の正体である宇宙から来た亜人拉伊瓦の師団長の2つの視点から、その後の推移が語られる。 |
| 拉伊瓦远征军師団長的回顾录                       |                                                  |                                                  | ヴァルゴのパイロットと、謎の艦隊の正体である宇宙から来た亜人拉伊瓦の師団長の2つの視点から、その後の推移が語られる。 | ヴァルゴのパイロットと、謎の艦隊の正体である宇宙から来た亜人拉伊瓦の師団長の2つの視点から、その後の推移が語られる。 |
| 最后一关                                         | 最后一关                                         | ジャッジ （審判）                                | ライワットの光翼を持つ自律兵器ゾディアックと光翼を展開的凤凰の戦いで地球全土は壊滅していた。 凤凰光翼兵器零号機と呼ばれ悪魔として恐れられるようになり、12体あったゾディアック兵器のうち11体を破壊されたライワットも最後の1体を放って撤退、地下に潜った地球人類は自律制御により人類を守る脳巣ネットワークを建造して軌道衛星上には機械神殿と神威シリーズを配置していた。 軌道衛星上の機械神殿を舞台に人類やライワットの手を離れた、自律兵器同士の三つ巴の最後の戦いが行なわれる。 | 黄道光翼兵器 (天秤座)                                                                                               |
| 最后一关                                         | 最后一关                                         | ジャッジ （審判）                                | ライワットの光翼を持つ自律兵器ゾディアックと光翼を展開的凤凰の戦いで地球全土は壊滅していた。 凤凰光翼兵器零号機と呼ばれ悪魔として恐れられるようになり、12体あったゾディアック兵器のうち11体を破壊されたライワットも最後の1体を放って撤退、地下に潜った地球人類は自律制御により人類を守る脳巣ネットワークを建造して軌道衛星上には機械神殿と神威シリーズを配置していた。 軌道衛星上の機械神殿を舞台に人類やライワットの手を離れた、自律兵器同士の三つ巴の最後の戦いが行なわれる。 | 脳融合型殲滅兵器 神威                                                                                               |

## 樂曲
1. 母脑的故事。第二章序幕. - 標題
2. 简报. - 選單
3. 不可避免的选择. - 第1關
4. 疯狂的女神处女座（人型） - 第1關頭目
5. 战斗继续永远. - 第2A關
6. 对破产的楼梯. - 第2A關頭目、第2B關
7. 毒蝎子. - 第2B關頭目
8. 悲剧的自然规律。—序曲— - 第3關
9. 悲剧的自然规律。—第二章— - 第3關
10. 绝望. -巨蟹座- - 第4關
11. 最后的抵抗. - 第5關
12. 天使尘. - 第5關頭目
13. 空气. - 第6關
14. 帝国卫队。-盾牌- - 第6關頭目
15. Ruins. -母脑- - 第7關
16. Raiwat 处女座（类型） - 第7關
17. 致命的疾病. - 第7關
18. 凤凰 - 第7關
19. 独白.
20. 结束的时间. - 最終關
21. 反射的结束. - 謝幕
22. 不可避免的选择。-摇滚版- - 工作人員列表
23. - 純聲音
24. - 純聲音
25. Game Over TypeA.
26. Game Over TypeB.

RefleX初期是試驗版
1. －RefleX Arrange version.－ - 第1關
2. －RefleX Trial version.－ - 第1關頭目
3. －RefleX Arrange version.－ - 第2A關
4. - 第2A關頭目、第2B關
5. －RefleX Arrange version.－ - 第2B關頭目
6. - 第3關
7. －RefleX Arrange version.－ - 第3關
8. －RefleX Trial version ending.
9. －RefleX Arrange version.－ - 結束

## 登場機種

### 反政府組織瓦成员策略
- 不死鳥1型(凤凰1型)

泛用戰鬥機。
- 不死鳥2型(凤凰2型)，ALFI-PH2RX Phenix02)

泛用戰鬥機。
- 巨蛇座(海蛇)

士官用戰鬥機。
- 旗艦蛇夫座(オヒュクス)

### 國家軍

#### 12機戰鬥兵器
- 處女座(處女座)

- 雙魚座 Type-A、E(雙魚座 A、E型)

- 金牛座(金牛座)

- 天蠍座(天蠍座)

- 射手座(射手座)

- 雙子座 (雙子座 L、R型)

- 巨蟹座(巨蟹座)

### 外星軍團拉伊瓦軍

#### 黃道光翼兵器
- 瓦卢戈(處女座)

- 力普拉(天秤座)

#### 其他
- 特殊部隊エンロピ

- 査察守護艦盾牌座

### 聖蛇教團
- 巨蛇座量產型(海蛇)

- 白蛇天使

- 腦巢

#### 機械神殿
- 神威(7號與8號)

## 外部連結
- RefleX
  - SITER SKAIN（页面存档备份，存于）
  - SIG-Indie6に招かれたSITER SKAINが講演に使ったALLTYNEX3部作についてのスライド資料（页面存档备份，存于） （pdfファイル）
  - SIG-Indie6に招かれたSITER SKAINが講演に使ったRefleX紹介動画（页面存档备份，存于） （Youtube）
  - 4gamer.net インディーズゲームの小部屋：Room＃62「RefleX」（页面存档备份，存于）
- Reflection
  - インターネットコンテストパーク1997年11月月間受賞作品紹介（页面存档备份，存于）
  - Reflection入賞特別企画 ヤスウェアとじるのスペシャル対談 （Internet Archive）
  - 窓の杜 週末ゲーム 第117回 敵の攻撃を反射できるシューティング「Reflection」（页面存档备份，存于）